# Новосёловка (Великобурлукский район)
Новосёловка (укр. Новоселівка), село,
Велико-Бурлукский поселковый совет,
Великобурлукский район,
Харьковская область.
Код КОАТУУ — 6321455121. Население по переписи 2001 г. составляет 58 (28/30 м/ж) человек.

## Географическое положение
Село Новосёловка находится на левом берегу безымянного притока реки Великий Бурлук, выше по течению в 2 км расположен посёлок Подсреднее, ниже по течению примыкает село Горяное.
На реке большая запруда (~30 га), вокруг села большие лесные массивы (дуб, клен).
В 2 км проходит автомобильная дорога Т-2115.

## История
- 1750 — дата основания.

## Экономика
- В селе есть птице-товарная ферма.